# Susanna Centlivre
Susanna Centlivre, nota anche col nome d'arte di Susanna Carroll (1667 – 1º dicembre 1723), è stata una drammaturga e attrice teatrale britannica.
Di origini irlandesi, le informazioni biografiche sul suo conto sono scarse e spesso romanzate. Se da una parte si ritiene che sia fuggita da casa, dall'altra si pensa che sia rimasta orfana di padre a tre anni e di madre a dodici; appena sedicenne si sposò con Sir Fox che la lasciò vedova dopo un anno di matrimonio, facendola convolare a nozze con un ufficiale di nome Carroll, del quale porterà il cognome nelle sue prime produzioni teatrali. Rimasta vedova una seconda volta a causa della morte del marito in un duello, nel 1707 sposò il cuoco reale Joseph Centlivre.
La sua produzione teatrale è attestata già a partire dagli ultimi anni del XVII secolo, con un crescendo di successi come testimoniato dalla frequente messinscena delle sue opere e dalle strette collaborazioni con poeti come George Farquhar, William Burnaby, Nicholas Rowe, Colley Cibber, Ambrose Philips, Thomas Baker, Thomas Burnet e Richard Steele, per i quali ha composto a quattro mani prologhi di commedie o che hanno partecipato alla stesure delle sue.
Tra i lavori più noti vanno ricordati la tragedia The Perjured Husband del 1700, le commedie The Gamester del 1705, Love at a Venture e The Basset-table del 1706, The Busy Body del 1709, A Bold Stroke for a Wife del 1718 e The Wonder! a Woman keeps a Secret del 1714, dove prese parte come attore anche David Garrick.
Al suo nome è dedicato il cratere Centlivre su Venere.